# So Me
 (mai 2008).
Si vous disposez d'ouvrages ou d'articles de référence ou si vous connaissez des sites web de qualité traitant du thème abordé ici, merci de compléter l'article en donnant les références utiles à sa vérifiabilité et en les liant à la section « Notes et références ».
Pour les articles homonymes, voir Langeron.
So_Me, de son vrai nom Bertrand Lagros de Langeron, né le 4 juillet 1979, est un graphiste français du label Ed Banger Records et de la marque japonaise Revolver. Il crée également de nombreux tee-shirts avec des logotypes flashy, et collabore pour des marques comme Sixpack France.

## Biographie
Il sort en 2007 un remix des Klaxons nommé Golden Skans To Interzone qui apparaîtra sur la compilation Ed Rec Vol. 2.
En 2008 sur la compilation Ed Rec Vol. 3 apparait le titre Decalcomania dont il est le producteur.
En 2008, il réalise de nouveau un clip vidéo de Justice, DVNO, en collaboration avec le studio parisien Machine Molle, et dans lequel il utilisera cette fois uniquement l’image de synthèse et les logos détournés de marques américaines connues. Il remixe le titre To Protect And Entertain de Busy P sur l'EP Pedrophilia.
Le 24 novembre 2008 est sorti A Cross the Universe un documentaire sur le duo Justice qu'il réalise avec Romain Gavras et les deux membres du groupe, Xavier de Rosnay et Gaspard Augé.
Au début de 2009, So Me revient avec un site web nommé Coolcats, qui est en fait un shop online où l'artiste met en vente ses créations graphiques (tee-shirts, goodies) ainsi que des EP de son label Ed Banger Records. Ce site est aussi accompagné d'un blog. La même année, il réalise le clip de Kid Cudi Day 'n' Nite produit par Imetrages. Il s'agira du clip dans sa version originale puisqu'un autre clip a été réalisé avec le remix des Crookers. En 2010, So Me réalise le clip du morceau Barbra Streisand par Duck Sauce, duo formé de A-Trak et Armand Van Helden. Beaucoup de guests font des apparitions dans ce clip comme Kanye West, Chromeo, Dj Mehdi, Destronics ou encore Pharrell Williams.
En 2010, à la suite de sa collaboration avec le groupe MGMT pour le clip "It's Working" dont il réalisera les pochettes de Remixes par AIR et Violens, So Me participera au remix de Siberian Breaks avec Busy P et Breakbot.
Ce « Ed Banger All Stars Remix » confirme l'engouement de MGMT pour la culture électronique Française.
En 2011 il réalise le clip du single "Embody" de SebastiAn.
Il réalise ensuite le clip du morceau "Audio, Video, Disco" par Justice, dévoilé le 5 septembre 2011 sur le profil Dailymotion du groupe.
En 2012, il compose un remix du morceau On'n'On de Justice sur l'EP éponyme, sous le pseudonyme Video Village.
Il fabrique le décor pour la chronique de Mouloud Achour dans l'émission Le Grand Journal de Canal+ en septembre 2012.
En 2016, il réalise la publicité, Poison girl, pour la marque Dior, avec Camille Rowe.

## Production
| Année | Titre        | Album         |
| ----- | ------------ | ------------- |
| 2008  | Decalcomania | Ed Rec Vol. 3 |

## Remixes
| Année | Artiste | Titre                                       | Album           |
| ----- | ------- | ------------------------------------------- | --------------- |
| 2007  | Klaxons | Golden Skans To Interzone                   | Ed Rec Vol. 2   |
| 2008  | Busy P  | To Protect And Entertain                    | Pedrophilia     |
| 2010  | MGMT    | Siberian Breaks (Ed Banger All Stars Remix) | Siberian Breaks |
| 2012  | Justice | On'n'On (Video Village Remix)               | On'n'on EP      |

## Videographie
| - 2006 : DJ Mehdi - I Am Somebody - 2007 : Justice - D.A.N.C.E. - 2007 : Kanye West - Good Life (en) - 2008 : Justice - DVNO - 2009 : Kid Cudi - Day 'n' Nite - 2010 : MGMT - It's Working - 2010 : Duck Sauce - Barbra Streisand - 2011 : SebastiAn - Embody - 2011 : Justice - Audio, Video, Disco - 2011 : David Guetta - The Alphabeat - 2012 : Major Lazer - Get Free ft. Amber of the Dirty Projectors - 2014 : Jackson and His Computer Band - Memory - 2019 : SebastiAn - Beograd |

## Filmographie
- 2025 : Banger (réalisateur, scénariste)